# Turanium
Turanium is een kevergeslacht uit de familie van de boktorren (Cerambycidae). De wetenschappelijke naam van het geslacht werd voor het eerst geldig gepubliceerd in 1922 door Baeckmann.

## Soorten
Turanium omvat de volgende soorten:
- Turanium badenkoi Danilevsky, 2001
- Turanium johannis Baeckmann, 1922
- Turanium hladili Kratochvíl, 1985
- Turanium pilosum (Reitter, 1891)
- Turanium rauschorum Holzschuh, 1998
- Turanium scabrum (Kraatz, 1882)
- Turanium tekeorum Danilevsky, 2001